# Caroline Guérin
Caroline Guérin (26 giugno 1983) è un'attrice francese.

## Biografia
Inizia a fare teatro a 10 anni. Parallelamente al suo diploma in arti sceniche, alla Facoltà di Nanterre dell'Università di Parigi X (1992), ha completato il Cours Florent. Ha anche montato un componimento teatrale e lavora ad un adattamento di una novella di Milan Kundera. Il realizzatore Etienne Faure, le offre il primo ruolo femminile nel passo del suo secondo lungometraggio di fiction: Des illusions, uscito nel 2009.

## Carriera

### Filmografia
- 2006-2010 : Summer Dreams, serie TV
- 2008 : Où es-tu, telefilm di Miguel Courtois
- 2008 : Contre Nature, cortometraggio di Julien Despaux
- 2008 : Des illusions, film di Etienne Faure
- 2006 : Il giudice e il commissario, serie TV (1 episodio)

### Teatro
- Les Enfants di E. Bond (sceneggiatura di Jehanne Gascouin)
- Monsieur de Sotenville
- George Dandin
- Hedda Gabler
- Antonio et Viola
- La dodicesima notte, al liceo Montesquieu di Herbay (95)